# Hendricus Cornelis de Bruijn
Hendricus Cornelis de Bruijn Jr. (Amsterdam, 14 september 1913 – Deventer, 27 augustus 2008) was een Nederlands kunsthistoricus. Zijn expertisegebied was de 19e-eeuwse schilderkunst in Nederland, in het bijzonder landschapsschilderkunst en stadsgezichten. Hij is met name bekend vanwege zijn standaardwerk over Cornelis Springer. De Bruijn werd in 1988 onderscheiden met de Gulden Adelaar.

## Biografie
De Bruijn werd geboren in Amsterdam, maar verhuisde op jonge leeftijd naar Deventer. Na de HBS en de Hogere Handelsschool werkte hij enkele jaren bij handelsfirma Köler & Ankersmit totdat de handel stil viel als gevolg van de Tweede Wereldoorlog. Vanaf 1942 werkte hij in de bedrijfsvoering van het Sint-Geertruidenziekenhuis te Deventer, waar hij tot zijn pensioen in 1973 actief bleef.
Zijn grote passie was echter de schilderkunst, in het bijzonder 19e-eeuwse schilders van landschappen en stadsgezichten. Over een periode van meer dan veertig jaar tussen 1955 en 1997 werden meer dan 30 artikelen van hem gepubliceerd in tijdschriften als Antiek, Op den Uitkijk en Tableau. Hij schreef voornamelijk over 19e-eeuwse schilders als Cornelis Springer, Kaspar Karsen, Karel Klinkenberg en Barend Cornelis Koekkoek.
De Bruijn was in het bijzonder expert van het werk van Cornelis Springer. Springer was in zijn tijd een populair schilder, maar raakte in de vergetelheid met de opkomst van de Haagse School, het impressionisme en andere modernere stromingen. Vanaf de jaren vijftig hielp De Bruijn Springer weer op de kaart te zetten middels een serie aan publicaties, waarbij hij samenwerkte met de Haagse kunsthandelaar Pieter Scheen.
In 1984 publiceerde De Bruijn samen met Willem Laanstra en Jan Ringeling een monografie annex oeuvrecatalogus van het werk van Springer. In de ontwikkeling van het boek werkten de auteurs samen met twee kleindochters van de schilder. Het boek is nog altijd het standaardwerk dat wordt gebruikt door liefhebbers en veilinghuizen wereldwijd.
De publicatie van het boek werd gecombineerd met een expositie van het werk van Springer, waaraan De Bruijn zijn medewerking verleende. De expositie was te zien was bij kunsthandel Gebr. Douwes in Amsterdam en vervolgens in het Dordrechts Museum en het Rijksmuseum Twenthe in Enschede. Als gevolg van deze herwaardering kwam het werk van Springer weer in de belangstelling van verzamelaars, wat tot flinke prijsstijgingen op de internationale kunstmarkt leidde.
De Bruijn werd vanwege zijn werk in 1988 onderscheiden met de cultuurprijs de Gulden Adelaar. Hij overleed in 2008 op 94-jarige leeftijd.